# Прусська армія

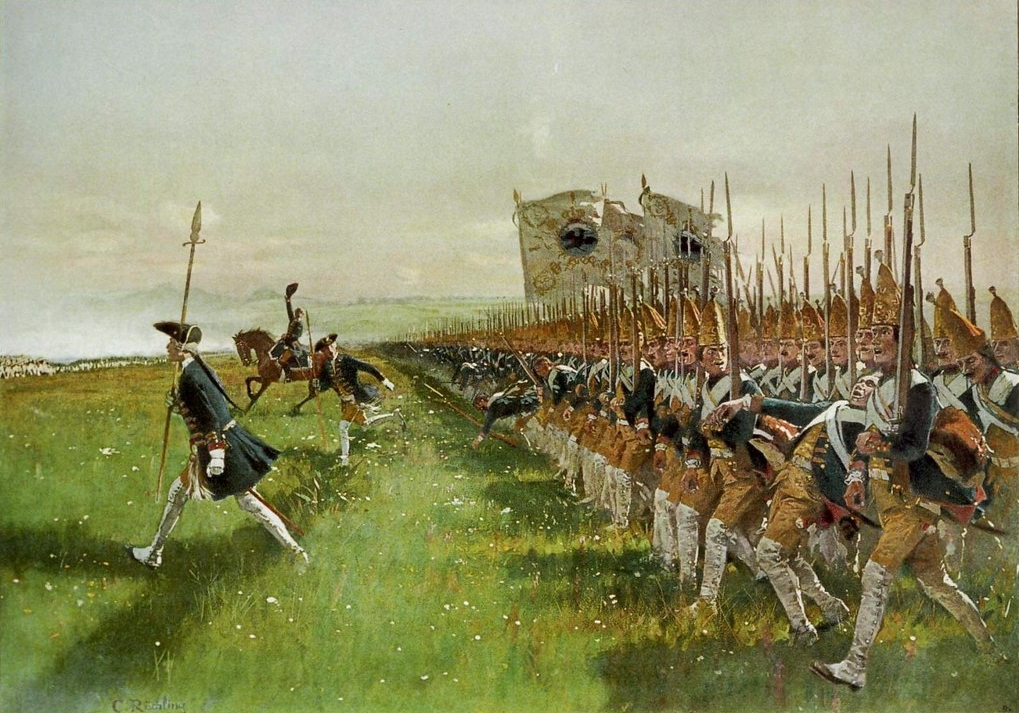
Лінійна піхота йде в атаку. Битва біля Гогенфрідбергу. (Карл Ройхлінг)

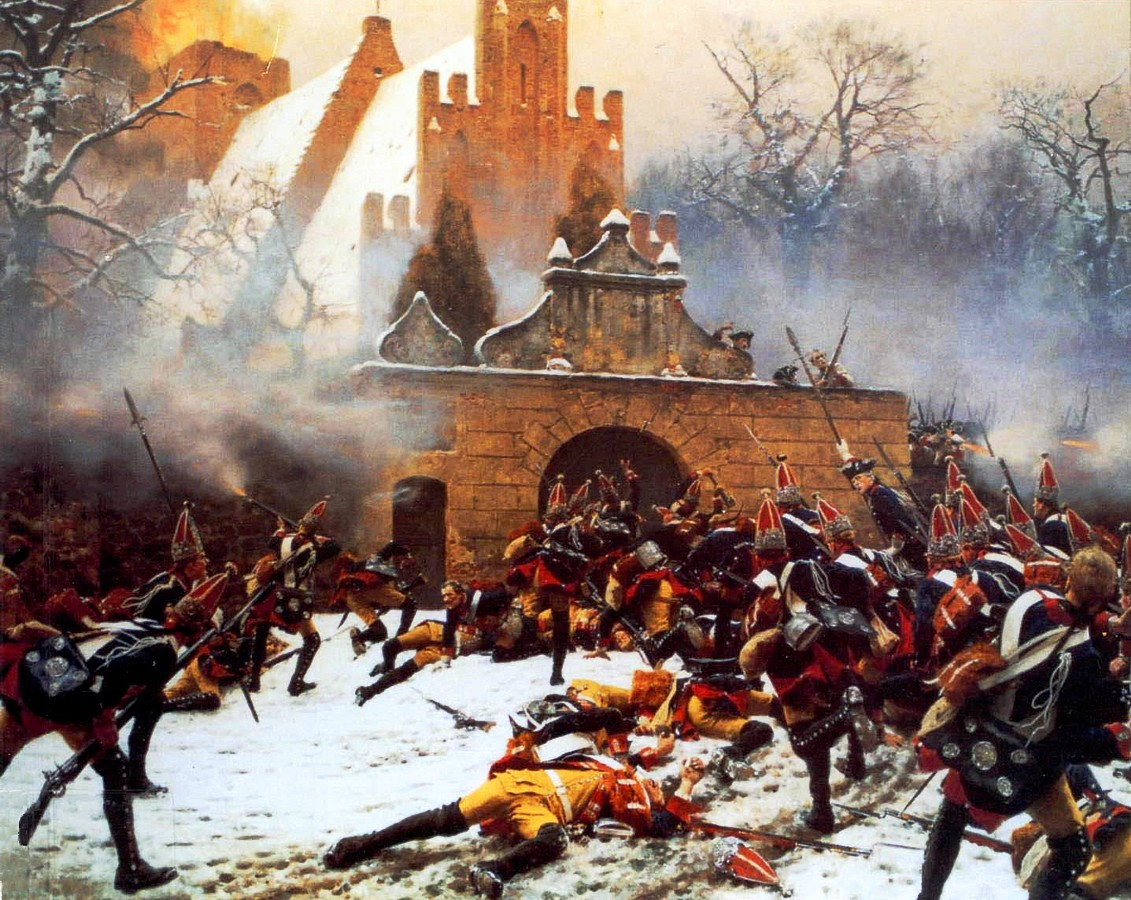
Штурм гренадерів. Битва при Лейтені.

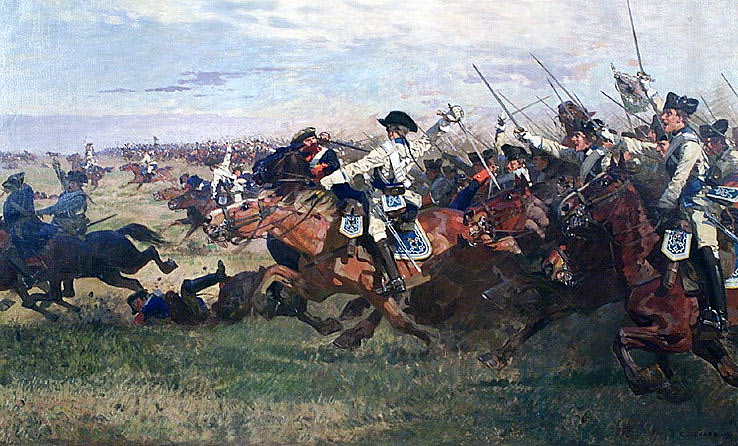
Кавалерія Зейдліца біля Росбаха.

Армія Прусського королівства (нім. Königlich Preußische Armee) — збройні сили Прусського королівства у 1701–1919 роках. В період з 1644 по 1701 роки відома як  Армія Бранденбурзького курфюрства (Kurfürstlich Brandenburgische Armee)

## Історія

### Заснування
Свій відлік розпочала від заснування однойменного королівства. Фрідріх I, отримавши у спадок 30 тис. військо включно частини гарнізону, у гонитві за розкішним життям та марнотратною спробою наслідувати французький двір Людовика XIV не надто переймався вибудовою армії збільшивши її лише на 5 тисяч. Формуванням потужного війська та держави Пруссія завдячує його наступникам — Фрідріху-Вільгельму та Фрідріху II. Перший із них, витрачаючи 5 із 7 мільйонів талерів державної скарбниці на військо, довів його чисельність з 35 до понад 81 тисячі. Фрідріх II, зміцнивши армію напередодні Семирічної війни, залишив Фрідріху-Вільгельму II 200 тисяч, зокрема 55 піхотних полків. За часів останнього, до поразки під час Наполеонівських воєн, Пруссія утримувала 232 тисячі вояк.

#### Піхота
У середині XVIII ст. складалася з трьох типів — мушкетери, фузилери та гренадери. Другі, попри несуттєву функціональну відмінність від перших, на рівні з останніми вирізнялися митрами. Саме у війську Пруссії вперше були задіяні модифіковані кременеві фузеї з підвищеною швидкострільністю які дозволяли робити три постріли за хвилину. Ще від 1720 року було затверджено бойовий лінійний стрій у «малому» (трилінійному) та «щільному» (лікоть в лікоть) порядках. Вміле маніпулювання зброєю, автоматизм навичок, інтенсивність та безперервність ведення прицільного вогню, включно під час атаки, значно вирізняли тогочасну прусську піхоту від армій решти Європи. Значною мірою цьому сприяло керівництво Леопольда фон Дессау який був розробником відповідної муштри. За часів Фрідріха II було додано косий стрій тактичні переваги якого особливо яскраво виявили себе під час битві при Лейтені. Також саме за його часів, на початку Другої сілезької війни, було створено підрозділи єгерів. Під час Семирічної з'явилися добровольчі корпуси, що значно відзначилися під час битви при Фрайберзі. Опісля посідання престолу Фрідріхом-Вільгельмом II Пруссія брала участь у другому та третьому поділах Речі Посполитої внаслідок чого було додано Ансбаське і Байройтське князівства, проте скарбниця спорожніла, що значно ускладнило правління його наступнику та, відповідно, спорядження війська.

#### Кавалерія
Перші гусари були сформовані у 1721 році. За правління Фрідріха II зведені у два корпуси — Броніковського та Цитена. З часом найбільш відомими стали три полки чиї мірлітони містили «Череп з кістьми» (нім. Totenkopf). Згідно легенди символ походить з мотивів орнаменту савана отриманого під час пограбування єдного з монастирів Сілезії. На озброєнні перебували шаблі, кремнієві пістолети та карабіни з нарізним стволом що були більш дальнобійними і прицільнішими аніж у решти вояк. Ще раніше, від 1714-го, були наявні менш чисельні драгунські частини. Кількість кірасирських полків напротязі тривалого часу була незмінною — 12, і змінилася лише за часів Фрідріха II який додатково сформував Gardes du Corps 1740 року. Улани, на базі польського ескадрону, були задіяні під час війни за австрійську спадщину (від 1741-го) проте на той час не отримали широкого поширення і застосування.

#### Артилерія
Відносно посередня артилерія була посилена з формуванням кінної за часів Фрідріха II. Творцем її теоретично-тактичної вибудови наприкінці XVIII ст. — поч. XIX ст. вважається Герхард Шарнхорст.

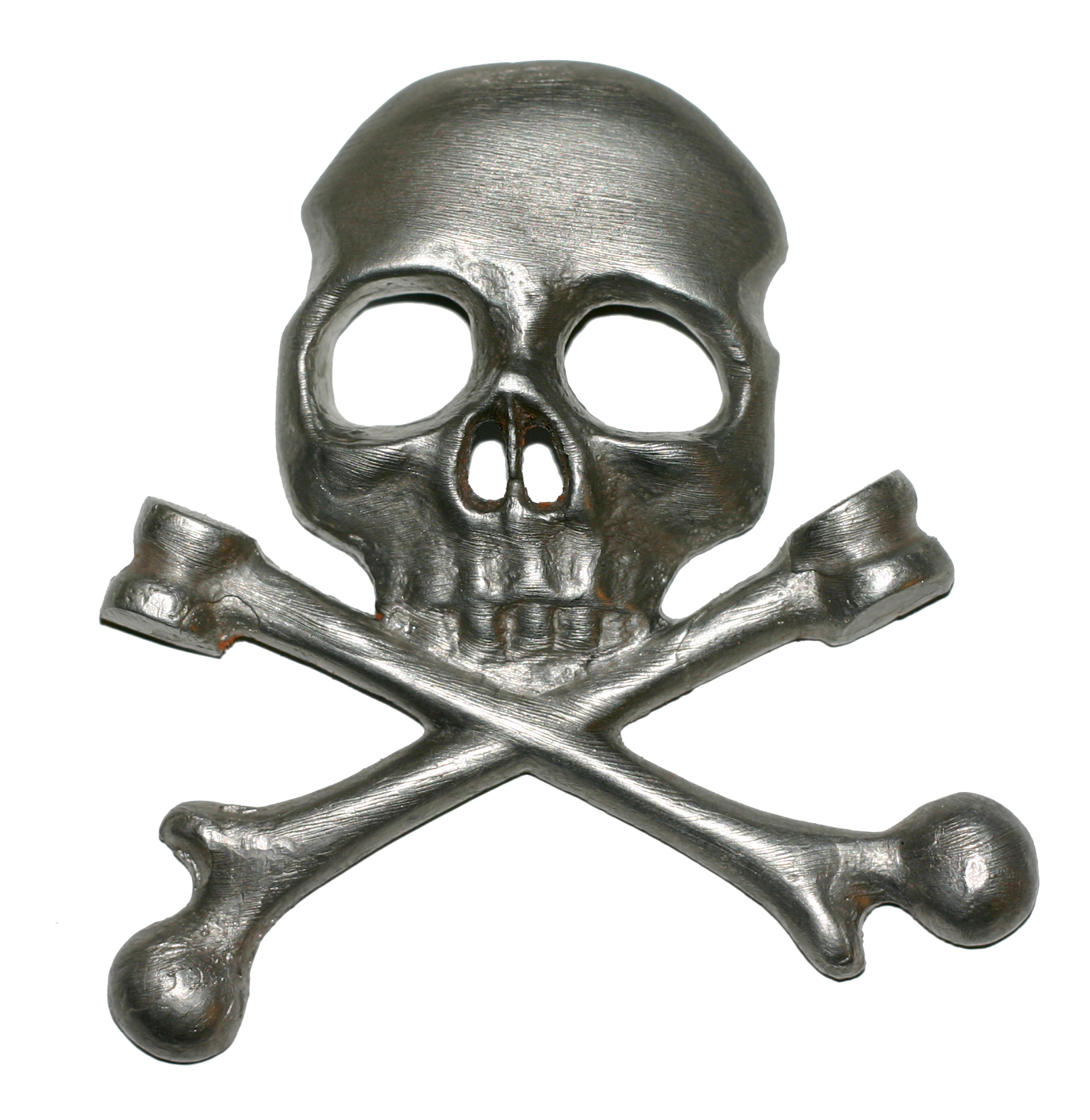
Гусарський Totenkopf
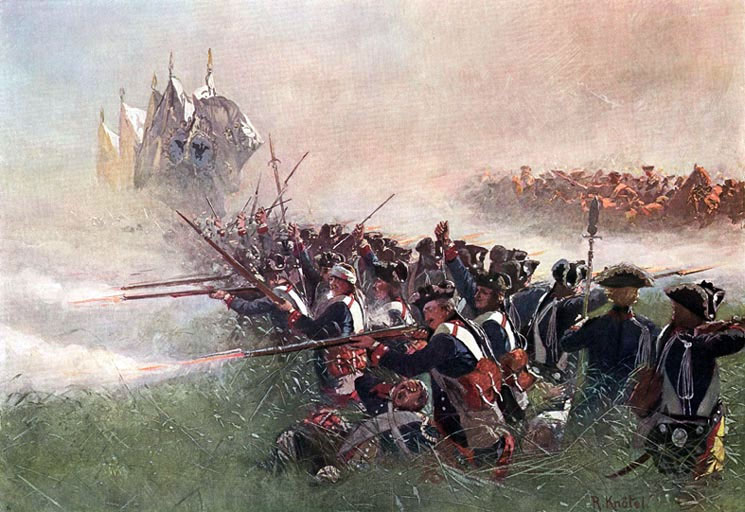
Гвардійська піхота
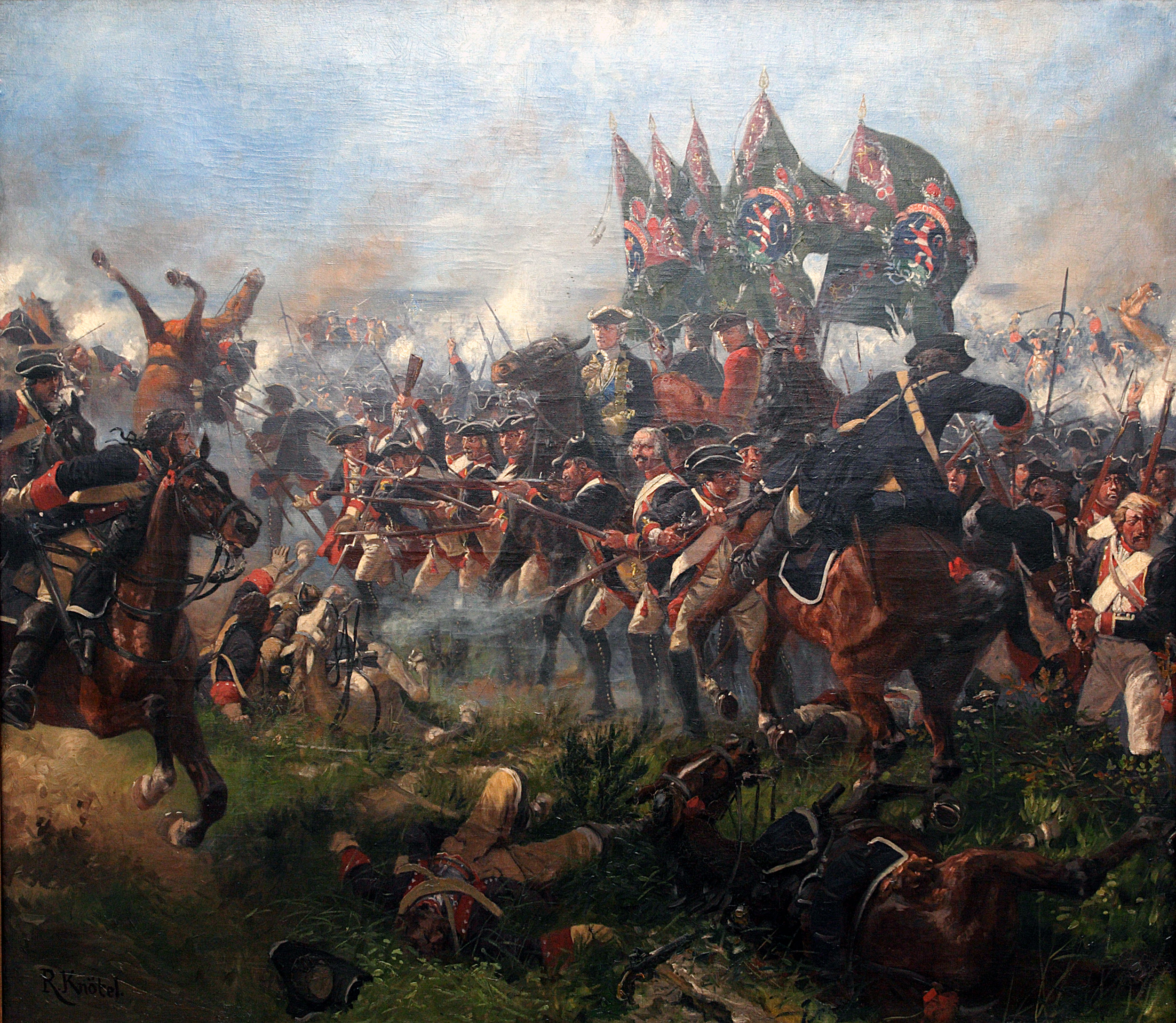
Гессенці при Крефельді
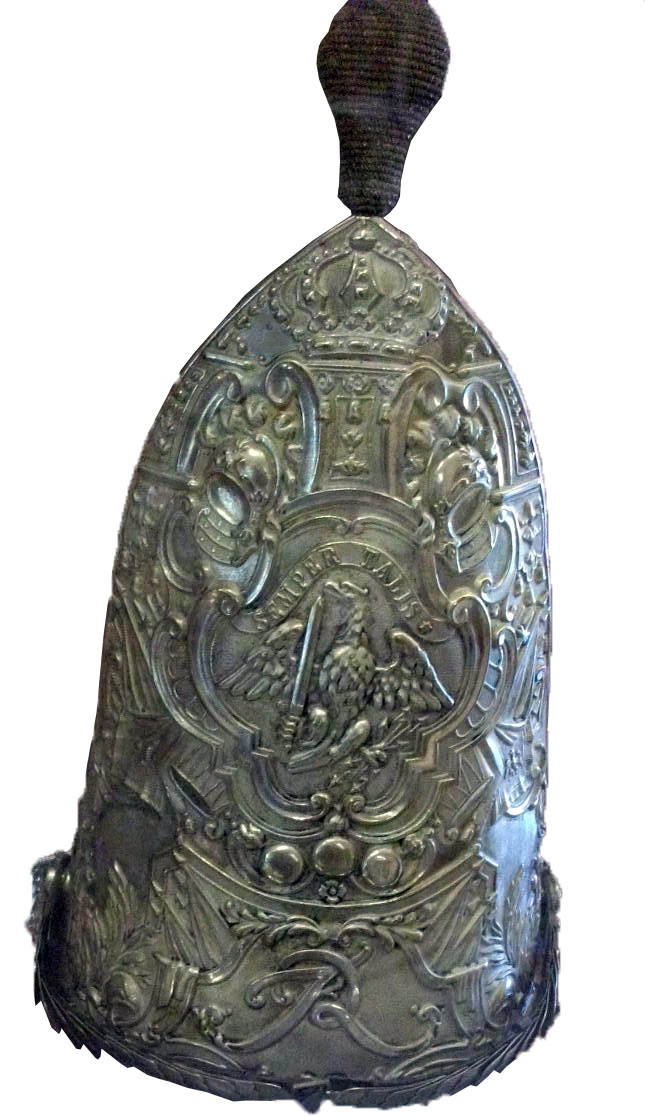
Митра гренадера

### Наполеонівські війни— Реформа 1860 року
Дотримуючись, на початку Наполеонівських воєн, нейтралітету армія Пруссії приєдналася до конфлікту лише 1806 року. Внаслідок поразки, до якої значно призвела застаріла тактика «ексгумованих» полководців (одному з «наймолодших», Блюхеру, на момент баталій виповнилося 64), Фрідріх-Вільгельм III, до 1813 року, був вимушений підписати з Францією формальний союзний договір. Напередодні поразки сухопутні сили складалися з 60-ти піхотних полків найменованими згідно своїх шефів. З 1808 року кожен з них складався з двох батальйонів мушкетерів та одного легкої піхоти. Гренадери утворювали окремі батальйони. Від 1810 року з'явилися специфічні для вояк Пруссії поперечні ремені на ранцях. Окремі полки легкої піхоти, споряджені нарізними карабінами, поділялися на єгерські та стрілецькі.
Опісля Калішського договору, до якого зокрема призвела діяльність таких патріотів як Найдгардт фон Гнейзенау і Фрідріх Людвіг Ян, та оголошення війни Великій армії розпочалася реорганізація війська. Нові збройні сили формувалися на основі призову, було створено загальновійськові корпуси до складу яких входили піхота, кавалерія та артилерія. Через труднощі з фінансуванням та рекрутами регулярного війська до військових операцій було долучено 120 тисяч ландверу.
Після перемоги над французами подальші реформи очолив Герман фон Бойен: було встановлено обов'язкову військову службу протягом трьох років та подальших двох років у територіальній обороні в складі ландверу. 1820-го дієва армія нараховувала 36 піхотних полків та 96 батальйонів ландверу. 1825 року, через значний приріст населення, повинність було замінено службою згідно жеребу. Військо було поділено на 9 корпусів, перший з яких був гвардійським. Уніформа уніфікована під темносиній колір, частини ландверу виокремлювались ландверським хрестом на якому вперше з'явився девіз «З Богом за Короля та Вітчизну». Артилерія, від 1820-го, складала 9 бригад.
За часів Фрідріха-Вільгельма IV армія отримала знамениті пікельгаубе та голчасті гвинтівки Йоганна Дрейзе, брала участь у придушенні революції 1848—1849 років та війні з Данією. Остаточну реорганізацію, за ініціативи Альбрехта фон Роона та участі, зокрема, Гельмута Мольтке, було здійснено 1860 року за правління (регентства через хворобу діючого суверена) Вільгельма I. Невдовзі здобутки цих реформ виявлять себе у перемогах під час Другої шлезвізької та Австро-прусської воєн, конфлікту 1870—1871 років.

### Імперська армія— Перша світова війна
Опісля утворення Німецької імперії армії королівств поза межами Північнонімецького союзу — Бадену, Баварії, Вюртембергу — залишалися, у мирний час, відносно самостійними. Терміни «німецька армія» та «імперська армія» використовувалися у різних юридичних документах, як-то Воєнний уголовний кодекс, але Прусська, Баварська, Саксонська та Вюртембергська армії мали певні відмінності організації за загального керівництва першої під час військових дій.

## Галерея

### Однострій

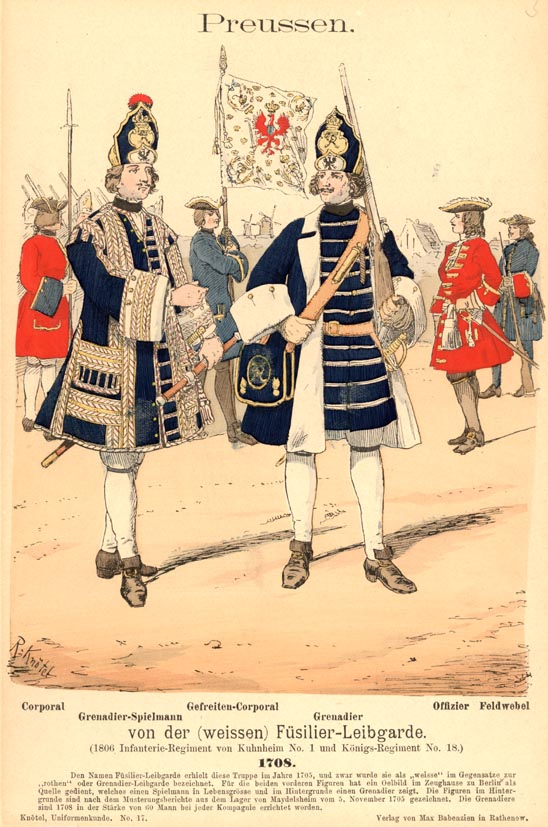
Капрал (ліворуч) і офіцер (другий праворуч), 1708 рік
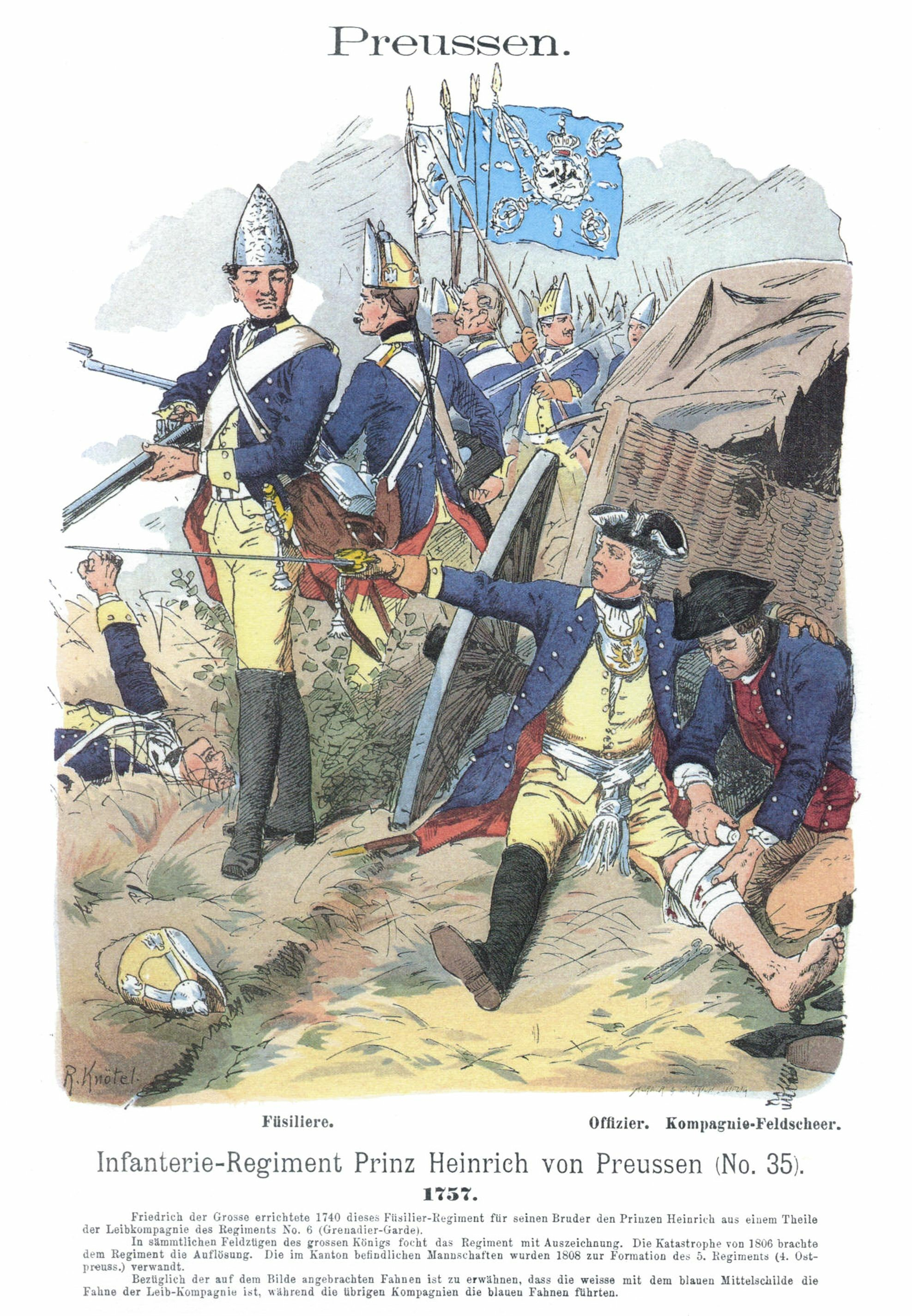
Прусські стрільці полку "Принца Генріха Прусського" (№35), 1757 рік
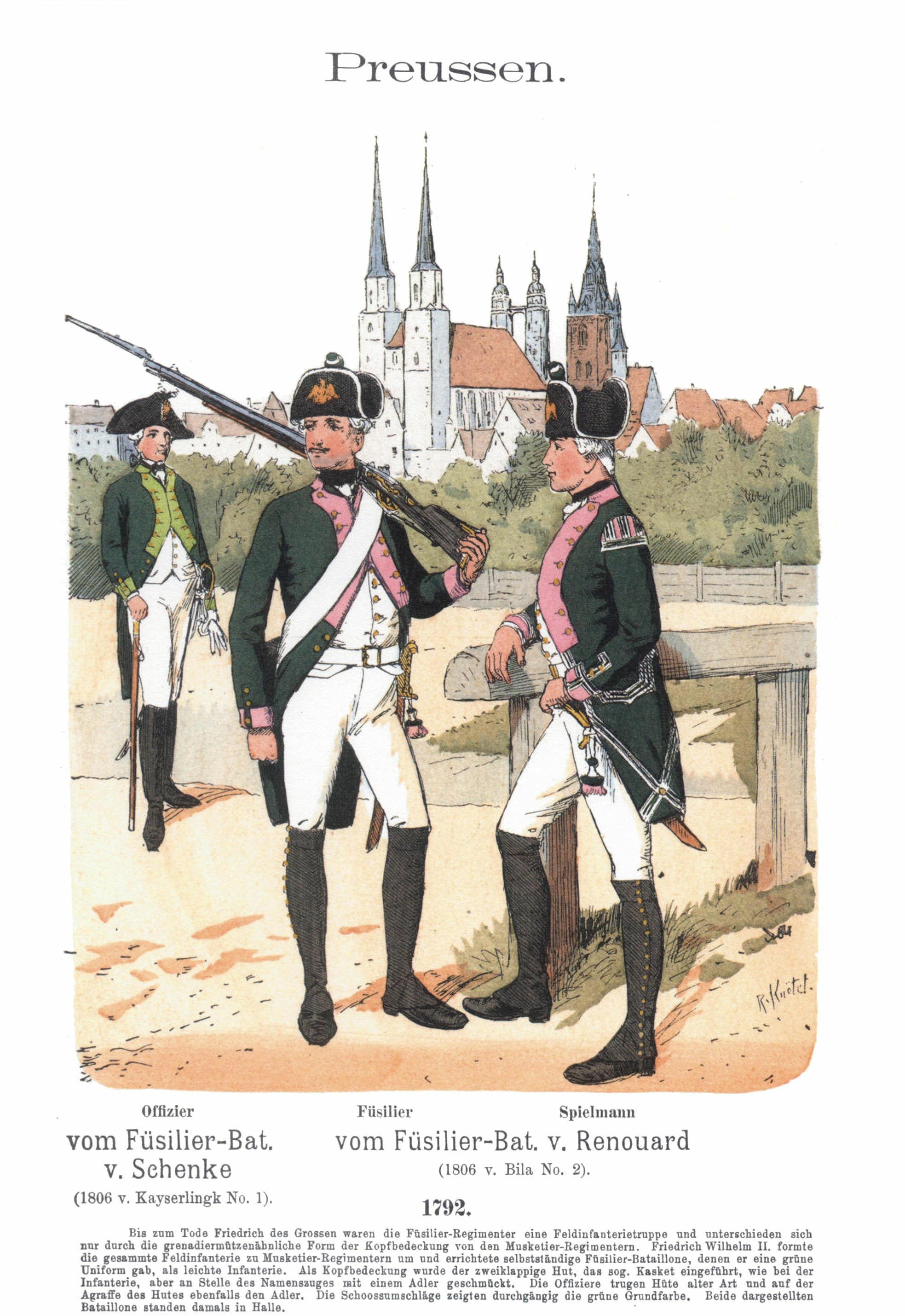
Прусські стрільці - офіцер зліва у двоколірному капелюсі, 1792 рік
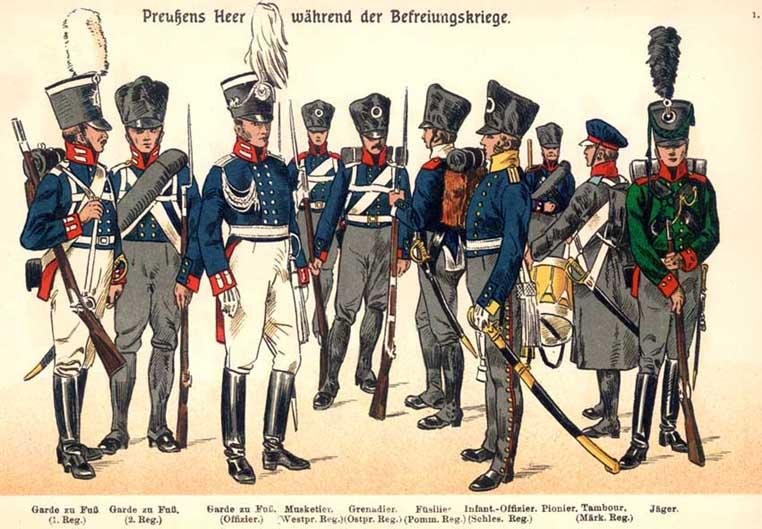
Уніформа гвардійських та лінійних військ, 1813 рік
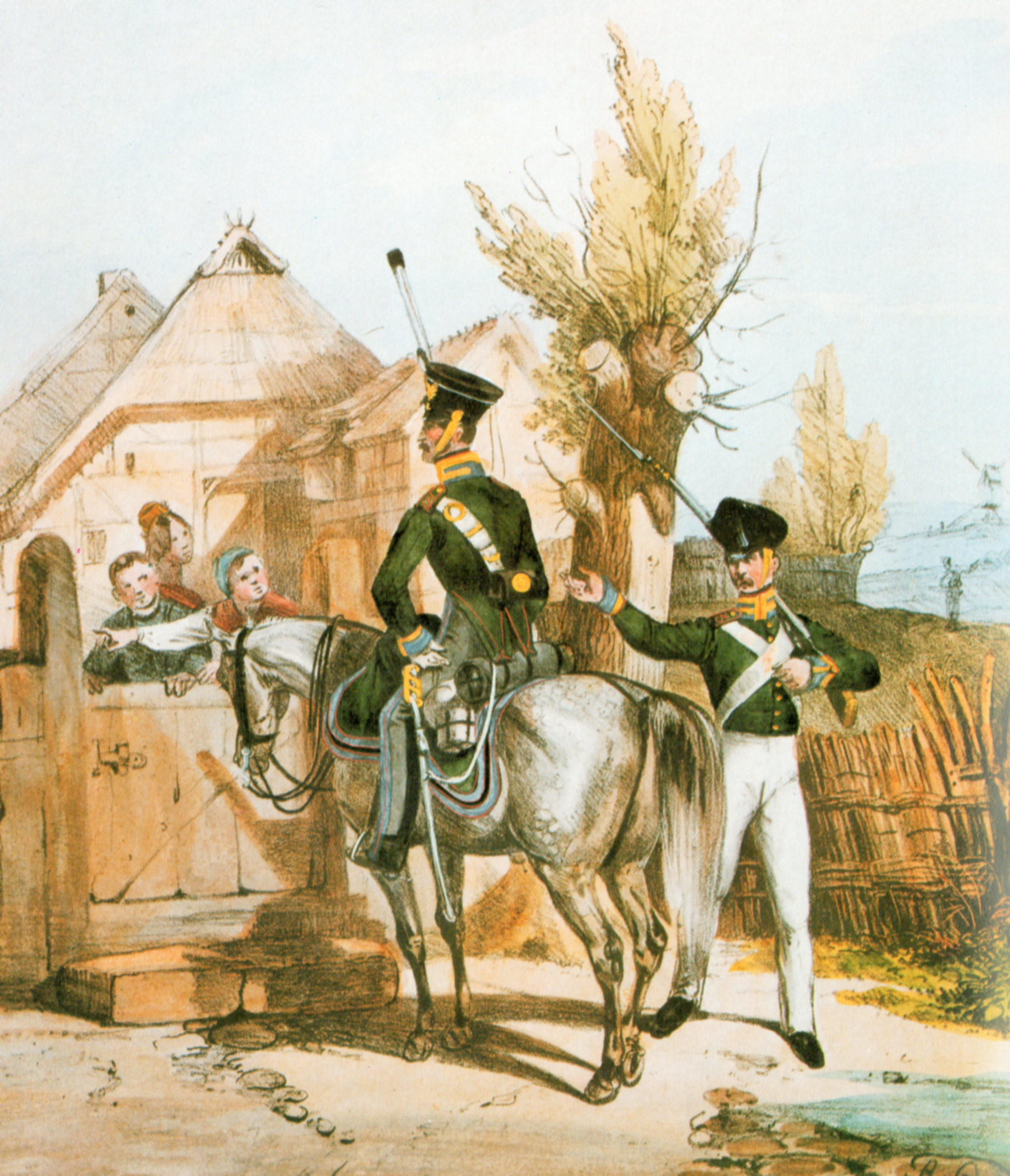
Королівські прусські жандарми (унтерофіцери) на конях і пішки, бл. 1840   р.

### Озброєння

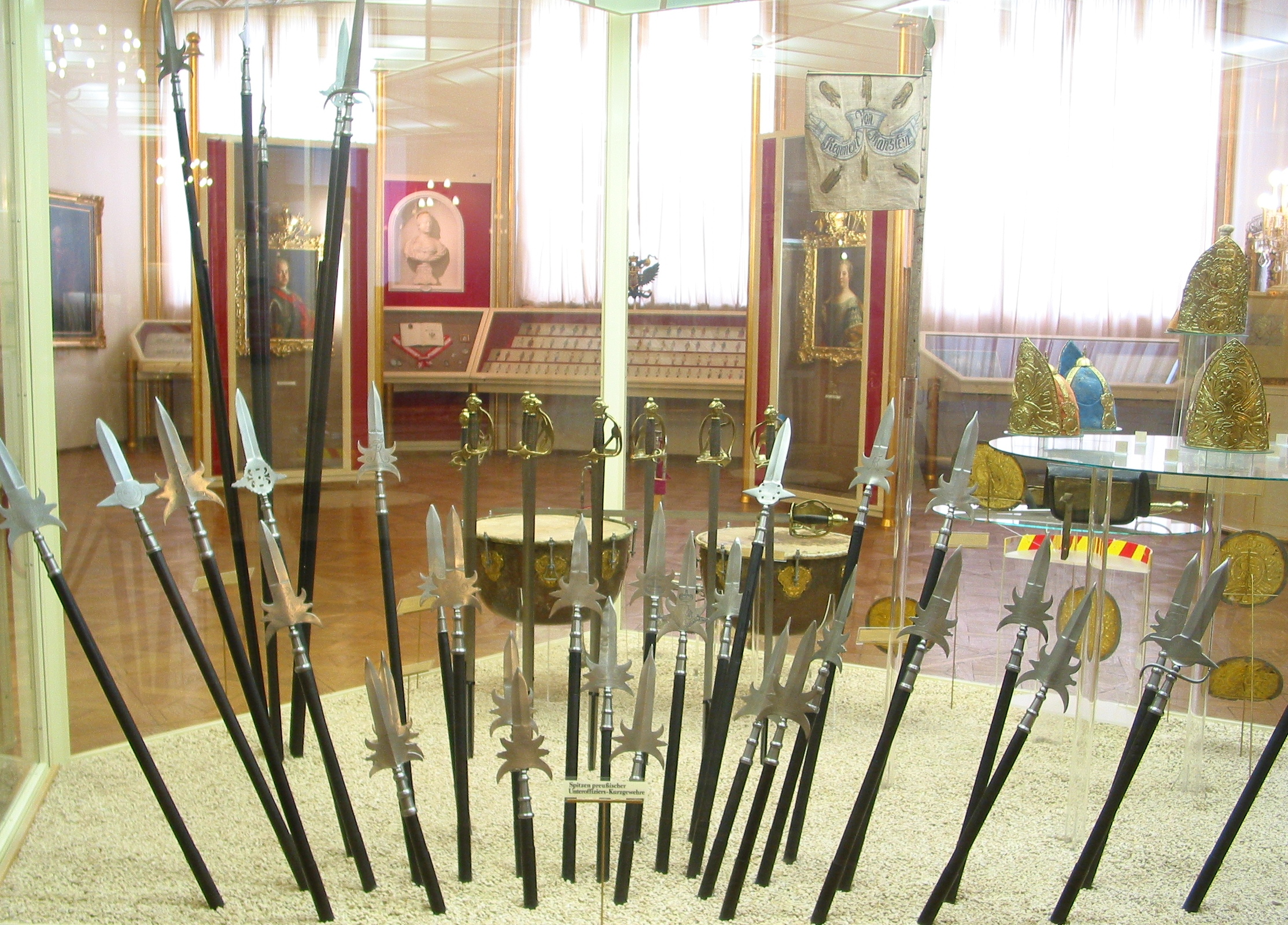
Прусська зброя близько 1760 року, на передньому плані: унтер-офіцерська коротка зброя, Віденський музей військової історії
Голчаста гвинтівка
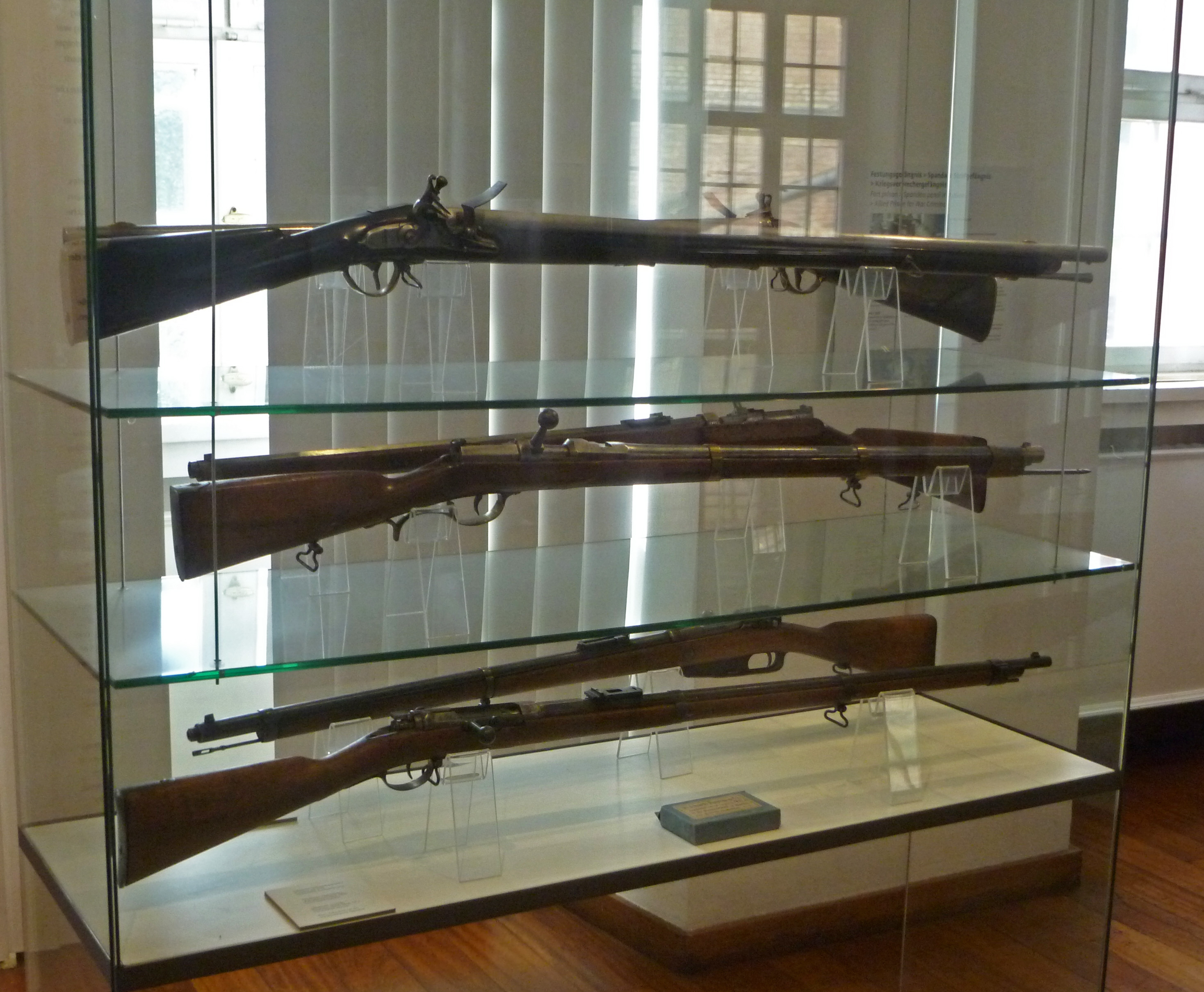
Зверху вниз: мушкет 1770 року, гвинтівка Дрейса 1854 року, піхотна гвинтівка 1871 року. Фортеця Шпандау.
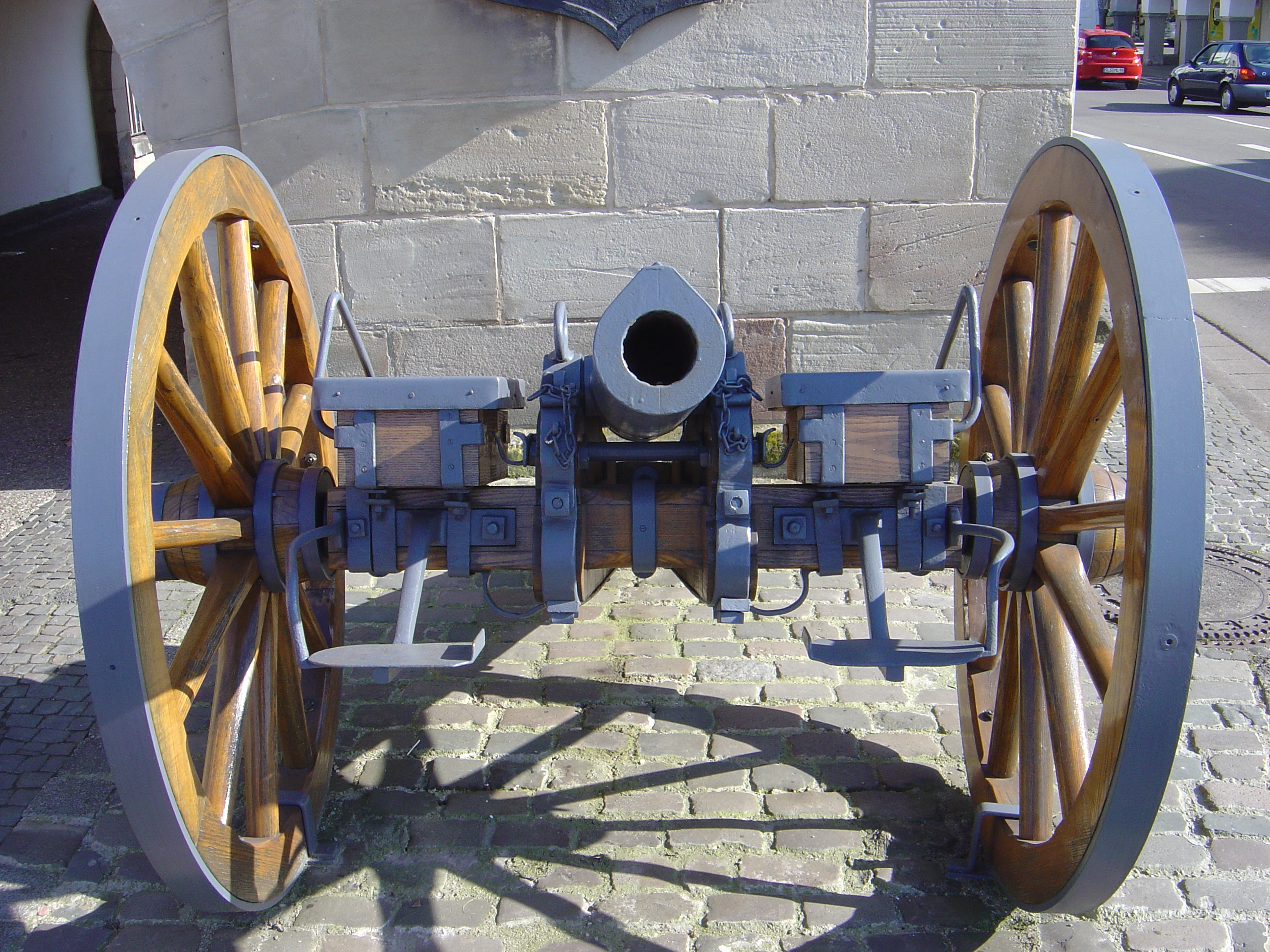
6-фунтова польова гармата C/61, виготовлялася з 1860 року